# 물레방아 (1966년 영화)
"물레방아"는 한국에서 제작된 이만희 감독의 1966년 멜로/로맨스 영화이다. 신영균 등이 주연으로 출연하였고 우기동 등이 제작에 참여하였다.

## 출연

### 주연
- 신영균
- 고은아
- 허장강
- 정애란

## 기타
- 원작자: 나도향
- 조명: 강용신
- 미술: 정우택